# Liebfrauenheide

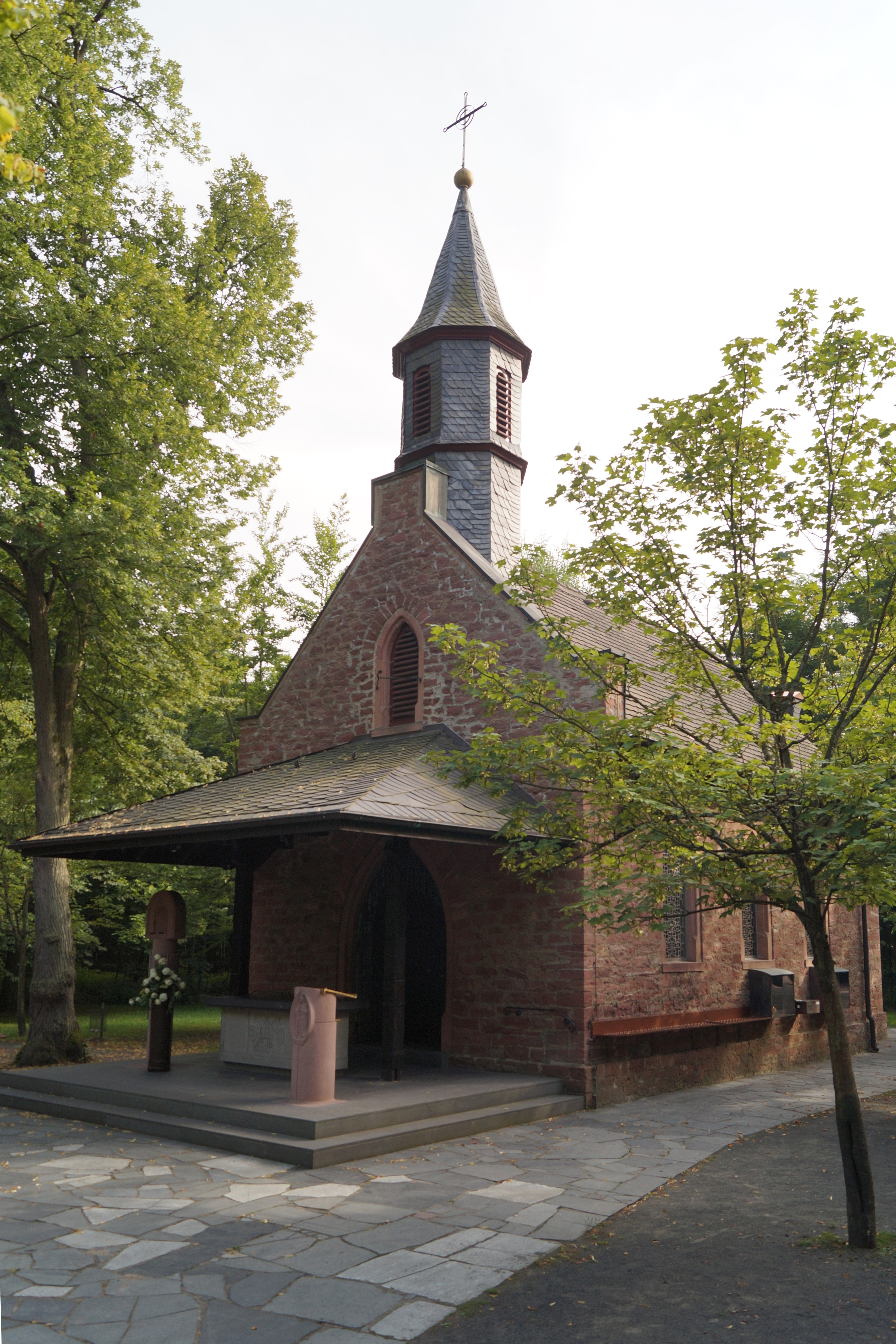
Ansicht der Kapelle von Nordosten

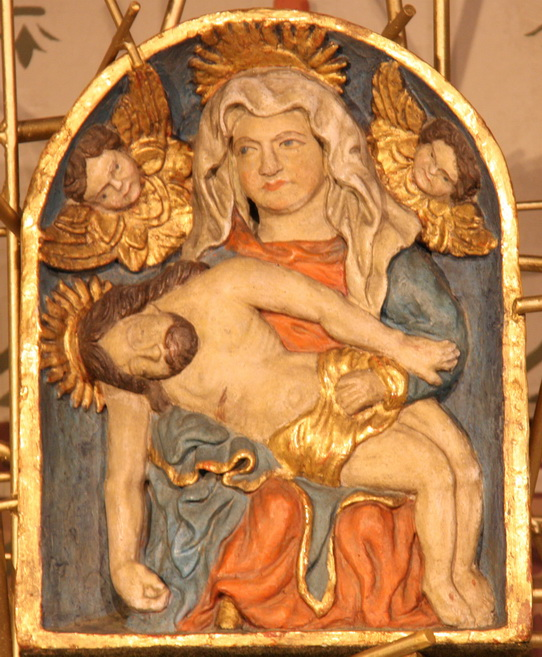
Eine Replik des Gnadenbildes im Altarraum der Liebfrauenheide (Wallfahrtskapelle)

Die Wallfahrtskapelle Liebfrauenheide bei Klein-Krotzenburg hat ihren Ursprung in einem Gnadenbild aus Holz, das die Schmerzhafte Gottesmutter Maria darstellt. Das etwa 1620 entstandene Bild wurde von Hirten in einer hohlen Eiche nahe der Wüstung Dreckshausen gefunden. 1736 wurde an der Stelle eine Kapelle errichtet, die 1755 abgetragen und in Rembrücken als Pfarrkirche wieder aufgebaut wurde. Das Gnadenbild selbst wurde in die Pfarrkirche St. Nikolaus übertragen.
Auf Betreiben des Mainzer Bischofs Wilhelm Emmanuel von Ketteler wurde mehr als hundert Jahre später erneut eine Kapelle errichtet und 1868 von ihm eingeweiht. Am 25. Juli 1869 hielt er seine vielbeachtete Predigt vor etwa 10.000 Arbeitern zur sozialen Gerechtigkeit und der Zukunft der Arbeit.
Seit 1955 gibt es vom 13. Mai bis zum 13. Oktober die Fatimawallfahrten zur Kapelle, eingeführt vom damaligen Pfarrer Jakob Georgen, einem großen Marienverehrer.
Betreut wird die Wallfahrtskapelle von der katholischen Pfarrgemeinde St. Nikolaus mit ihrer Pfarrkirche St. Nikolaus.